# ایلافی
ایلافی (به لاتین: Ilafy) یک منطقهٔ مسکونی در ماداگاسکار است که در آمباتوندرازاکا واقع شده‌است. ایلافی ۱۳٬۰۰۰ نفر جمعیت دارد و ۸۴۵ متر بالاتر از سطح دریا واقع شده‌است.